# 러시아-튀르크 전쟁 (1828년~1829년)
러시아-튀르크 전쟁 (1828년~1829년)은 그리스 독립 전쟁의 여파로 발생한 러시아 제국과 오스만 제국 사이의 전쟁으로 1828년부터 1829년까지 이어졌다. 러시아 제국의 나바리노 해전 참전에 대해 복수하기 위해 오스만 제국의 마흐무트 2세가 아케르만 회담을 폐지하고 러시아 선박의 다르다넬스 해협 통과를 거부하면서 전쟁이 발발했다. 전쟁의 결과로 오스만 제국은 그리스, 왈라키아, 몰다비아를 잃게 되었다.

## 같이 보기
- 나바리노 해전
- 그리스 독립 전쟁
- 모레아 원정